# 塔特阿利山
13°17′N 41°04′E / 13.28°N 41.07°E
塔特阿利山是埃塞俄比亞的火山，位於該國東北部阿法爾州，屬於盾狀火山，海拔高度655米，山體在全新世時期形成，每年平均降雨量271毫米。